# Jareninski Dol
Jareninski Dol is een plaats in Slovenië en maakt deel uit van de gemeente Pesnica in de NUTS-3-regio Podravska. De plaats telde 395 inwoners op 1 januari 2020.